# Stihl Timbersports

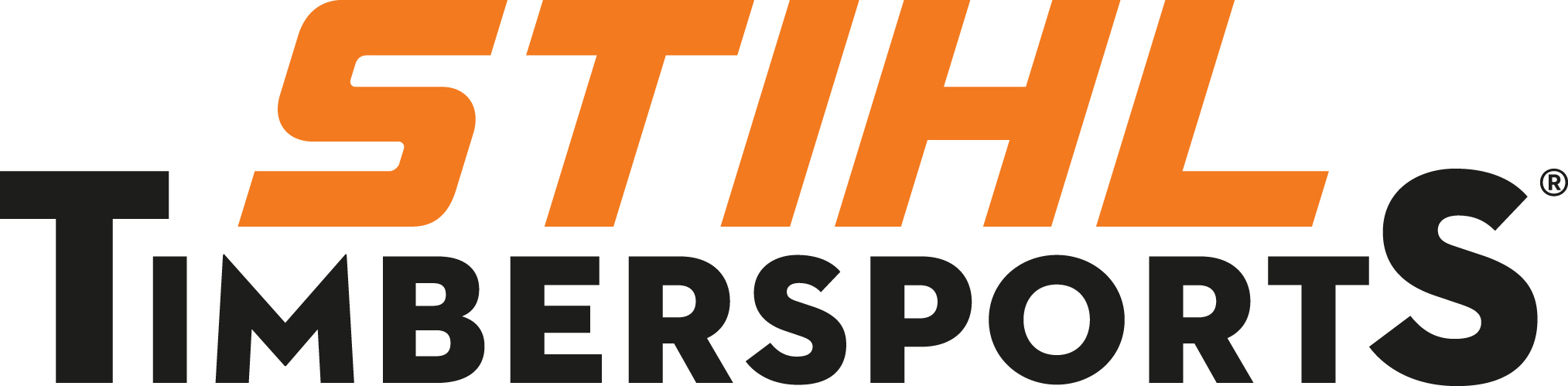
Logo von Stihl Timbersports

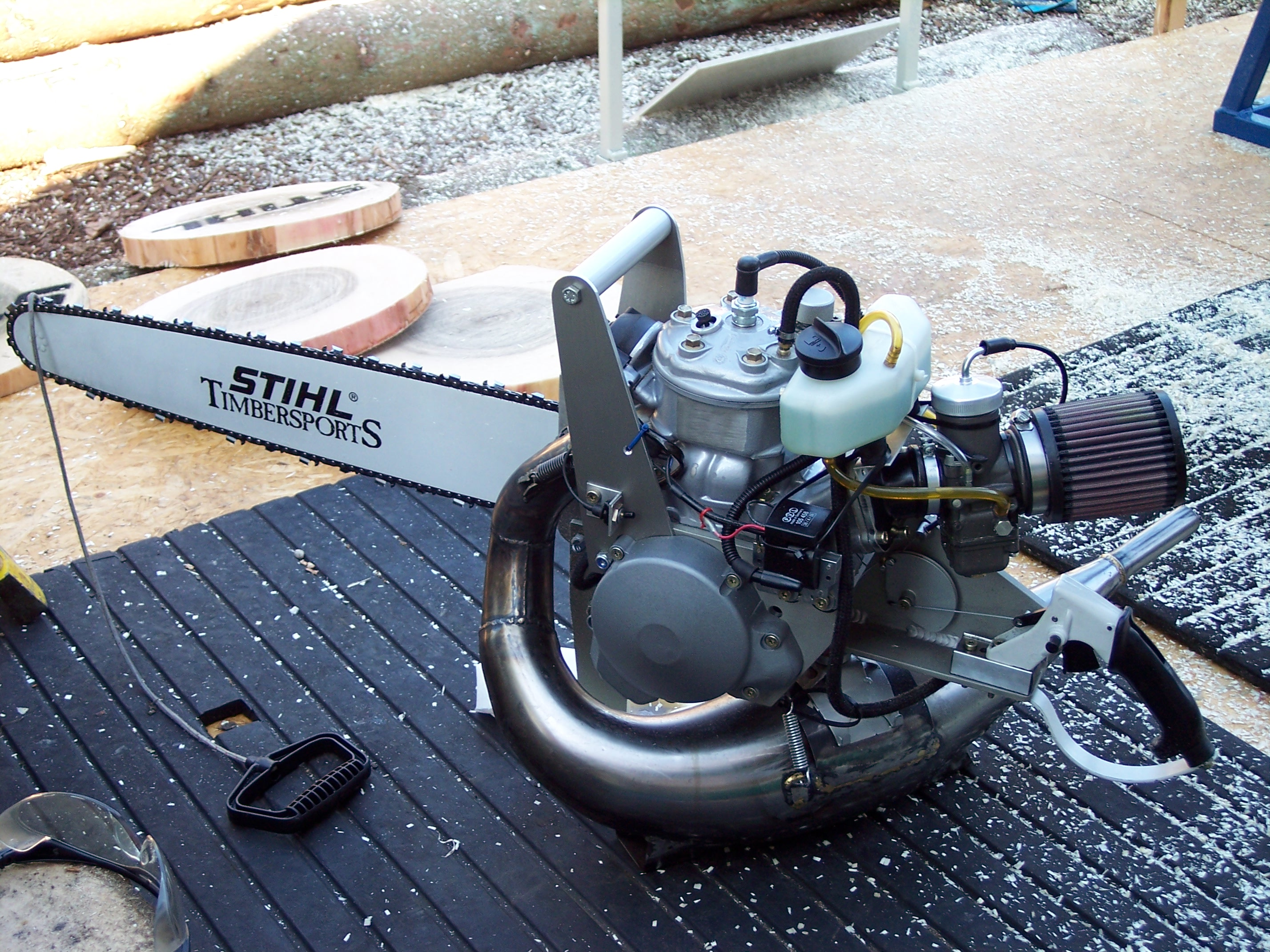
Stihl Hot-Saw

Die Stihl Timbersports Series (Eigenschreibweise: STIHL TIMBERSPORTS) ist ein internationaler Holzfällerwettbewerb, bei der seit 2001 sechs Disziplinen an verschiedenen Orten weltweit ausgetragen werden.

## Geschichte

Altes Logo von Stihl Timbersports bis 2020

Die Stihl Timbersports Series entwickelte sich aus den Wettkämpfen der Forstarbeiter in den Wäldern Tasmaniens. Die ersten Aufzeichnungen stammen um etwa 1870. In Latrobe fand 1891 die erste Holzhacker-Weltmeisterschaft (Woodchopping) statt. Von dort kam dieser Sport nach Kanada und in die USA.
Der Motorgerätehersteller Stihl hat die Wettkämpfe 1985 in den USA professionalisiert. Neue Wettkämpfer wurden in Trainingscamps vorbereitet und es fanden Meisterschaften statt. 2001 wurde die Stihl Timbersports Series mit einer nationalen Meisterschaft in Deutschland eingeführt. 2002 folgten andere Länder und es fand die erste Europameisterschaft in München statt. 2003 wurden die ersten Schweizer Meisterschaften ausgetragen. Im Jahre 2005 fand in Virginia Beach die erste offizielle Weltmeisterschaft der Stihl Timbersports Series statt. Der in den USA, Neuseeland und Australien schon länger populäre Sport traf somit zum ersten Mal auf die besten Europäer. Trotz guten Leistungen gelang es den Europäern bisher nicht, die Konkurrenz aus Übersee bei einer WM zu besiegen. 2008 wurden die letzten Europameisterschaften ausgetragen. Seitdem zählt die Weltmeisterschaft zu den Höhepunkten der Saison. An der WM 2013 in Stuttgart waren über 20 Nationen dabei, wovon sich 14 für das Finale qualifizierten. Der Einzeltitel ging erstmals nach Australien.
2016 fand die erste Deutsche Meisterschaft der Damen statt, die Svenja Bauer gewann. 2017 konnte Bauer ihren Titel aus dem Vorjahr erfolgreich verteidigen.
2014 wurde die Champions Trophy eingeführt. In einem Durchgang werden vier Disziplinen hintereinander durchgeführt. Das Format wird im K.-o.-System absolviert und ist für die Zuschauer besonders spannend. Seit 2017 gibt es die European Trophy. Die Champions Trophy wurde zur World Trophy und der erste Höhepunkt in der Saison. Auch hier sind die Sportler aus Übersee noch unbesiegt.
Zurzeit werden speziellgeschliffene Wettkampfäxte verwendet z. B. von Helko, Ochsenkopf, Tuhatahi oder Müller, bei den Sägen handelsübliche Stihl-661-Motorsägen und „Hot-Saws“.

## Disziplinen
In dieser Serie sind sechs Disziplinen festgelegt:

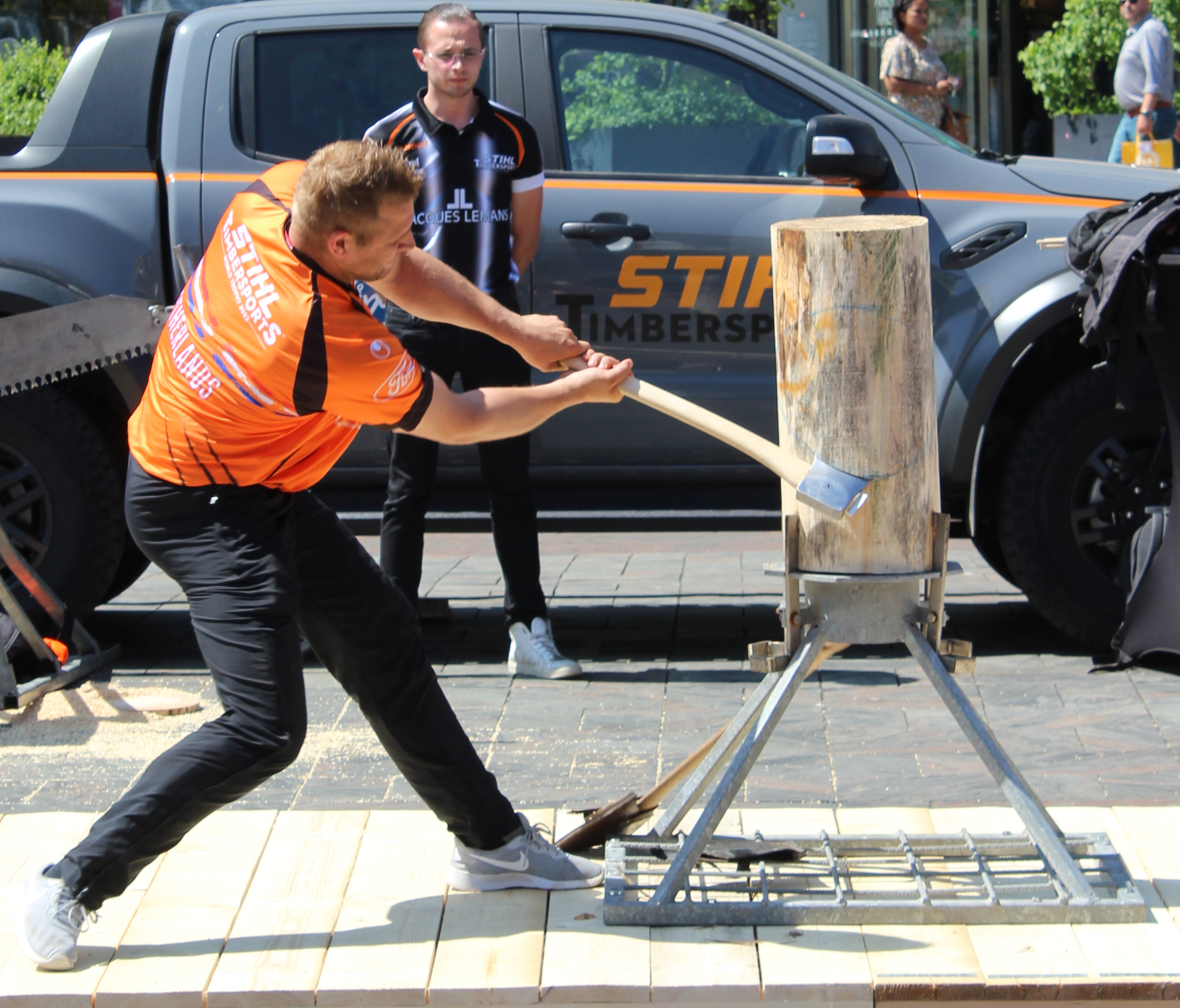
Standing Block Chop

Standing Block Chop: Diese Disziplin simuliert das Fällen eines Baumes mit der Axt. Ein stehender Holzblock mit 30 cm Durchmesser muss von zwei Seiten durchgehackt werden.
- Weltrekord: 11,03 s, Matt Cogar (USA), 2018
- Europarekord: 14,91 s, Paolo Vicenzi (Italien), 2018
- Deutscher Rekord: 15,46 s, Robert Ebner, 2018
- Schweizer Rekord: 17,44 s, Christophe Geissler
- Österreichischer Rekord: 19,91, Armin Kugler, 2023

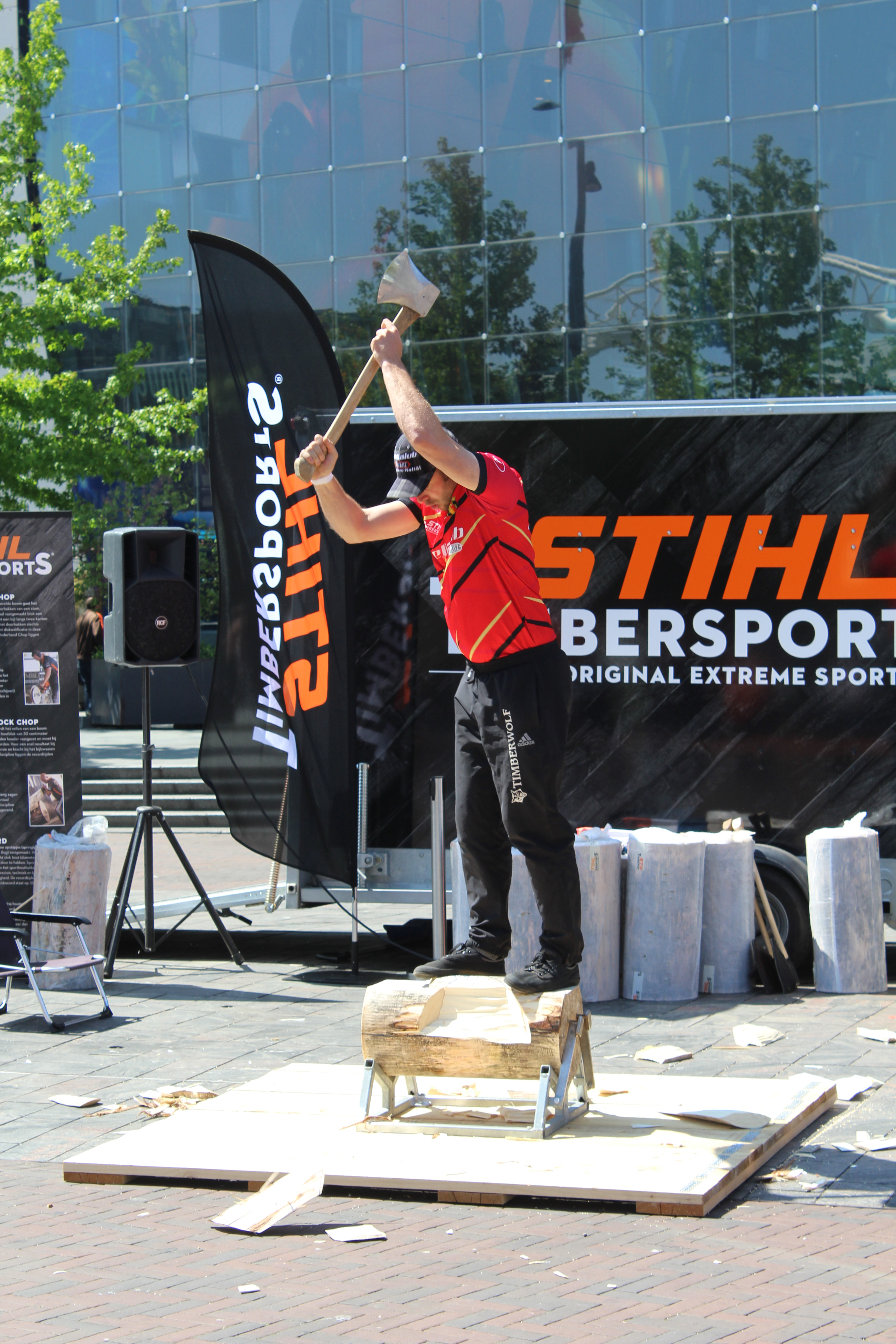
Underhand Chop

Underhand Chop: Die Vorlage dieser Disziplin ist das Ablängen eines Baumes, der bereits gefällt wurde. Auf einem liegenden Holzstück von 32 cm Durchmesser stehend, muss dieses von zwei Seiten durchgehackt werden.
- Weltrekord: 11,81 s, Brayden Meyer (Australien), 2024
- Europarekord: 14,19 s, Michał Dubicki (Polen), 2021
- Deutscher Rekord: 19,25 s, Danny Martin, 2024
- Schweizer Rekord: 19,94 s, Christophe Geissler, 2015
- Österreichischer Rekord: 19,12 s, Armin Kugler, 2016

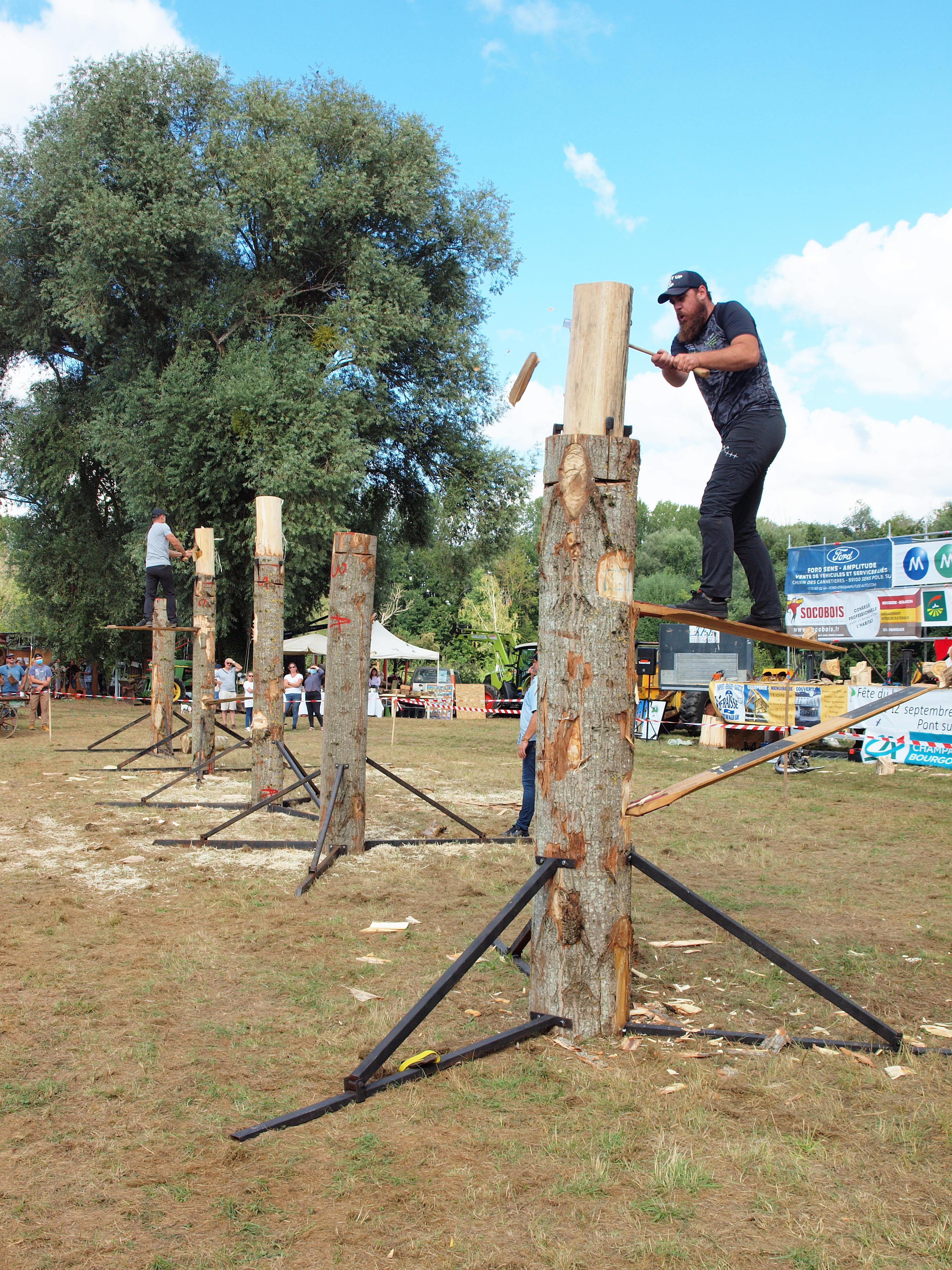
Springboard (Foto von einer anderen Veranstaltung)

Springboard: Diese Disziplin geht auf eine Arbeitsweise der Forstarbeiter zurück, bei der die Holzfäller den Baum über dem Stammstück fällten. Zu diesem Zweck wurden Kerben in den Baum gehackt, um ein Brett als Standfläche befestigen zu können. Der Vorgang wurde solange wiederholt, bis die Arbeitshöhe erreicht wurde. Bei dieser Disziplin müssen zwei Bretter an einem Baumstück in der oben beschriebenen Weise befestigt werden und ein oben montiertes, 27 cm dickes Holzstück von zwei Seiten durchgehackt werden.
- Weltrekord: 35,43 s, Walter Page (USA), 2023
- Europarekord: 42,69 s, Martin Komarek (Tschechien)
- Deutscher Rekord: 45,60 s, Dirk Braun, 2007
- Schweizer Rekord: 45,55 s, Thomas Gerber
- Österreichischer Rekord: 51,83 s, Armin Kugler, 2023

Stihl Stock Saw: Bei dieser Disziplin wird mit handelsüblichen Motorsägen, die von einem Techniker präpariert werden, geschnitten. Von einem Stammstück müssen in einer Abwärtsbewegung und einem Aufwärtsschnitt zwei möglichst gleichmäßige Scheiben geschnitten werden. Insgesamt dürfen maximal 4 Zoll (etwa 10 cm) abgeschnitten werden.
- Weltrekord: 8,51 s, Ole Magnus Syljuberget (Norwegen), 2021
- Europarekord: 8,51 s, Ole Magnus Syljuberget (Norwegen), 2021
- Deutscher Rekord: 8,63 s, Danny Martin, 2022
- Schweizer Rekord: 9,93 s, Stephan Hübscher, 2024
- Österreichische Rekord: 10,33 s, Armin Kugler, 2022

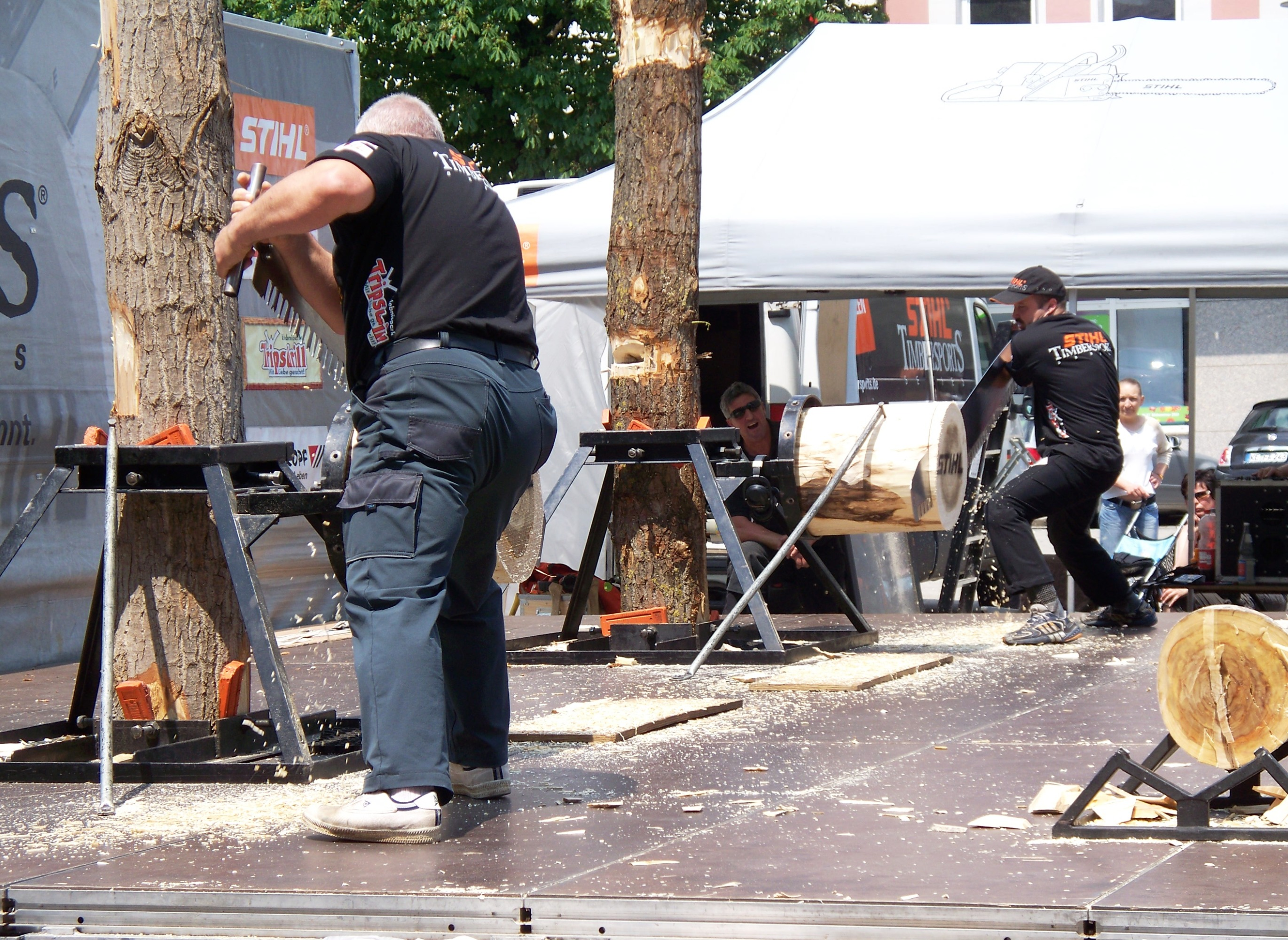
Single Buck

Single Buck: Diese Disziplin geht auf das Arbeiten mit der Zugsäge zurück und stellt das Ablängen eines Baumstammes mit der Zugsäge nach. Der Holzblock, von dem eine Scheibe abgeschnitten werden muss, ist 46 cm dick. Bei dieser Disziplin assistiert ein Helfer, der die Säge ölen und einen Keil zwischen Block und Scheibe treiben muss.
- Weltrekord: 10,47 s, Ben Cumberland (Kanada), 2023 (ohne Assistent), 9,39 s, Jason Wynyard (Neuseeland), 2007 (mit Assistent)
- Europarekord: 11,07 s, Ferry Svan (Schweden), 2024 (ohne Assistent), 10,42 s, Dirk Braun (Deutschland), 2014 (mit Assistenz)
- Deutscher Rekord: 11,62 s, Danny Martin, 2024 (ohne Assistent), 10,42 s, Dirk Braun, 2014 (mit Assistent)
- Schweizer Rekord: 13,20 s, Christophe Geissler, 2022 (ohne Assistent), 11,62 s, Hermann Schönbächler (mit Assistent)
- Österreichischer Rekord: 14,40 s, Armin Kugler, 2022 (ohne Assistent), 13,11, Armin Kugler, 2019 (mit Assistent)

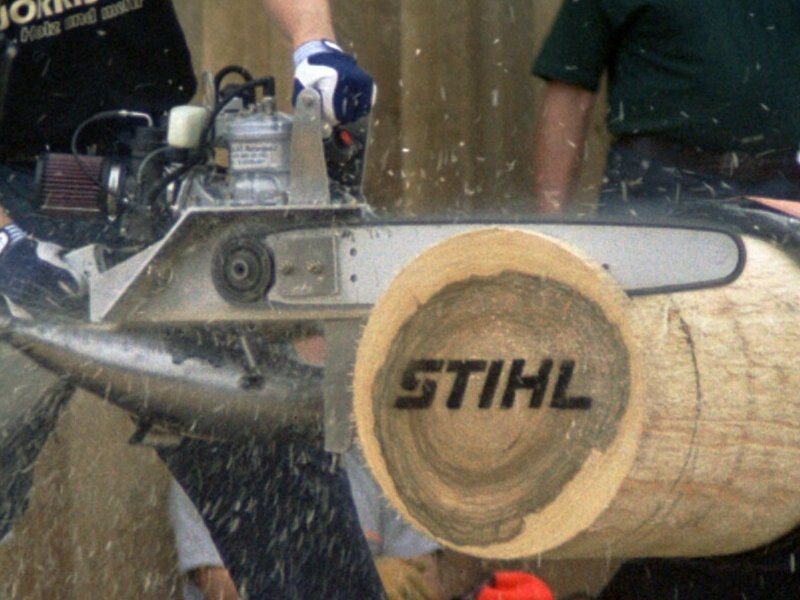
Hot-Saw in Aktion

Hot Saw: Bei dieser Disziplin wird mit Motorsägen im Eigenbau oder mit einer von Stihl gestellten Säge geschnitten. Diese Sägen haben über 44 kW und wiegen etwa 27 kg. Es müssen bei diesem Wettbewerb möglichst schnell drei Scheiben vom Stamm geschnitten werden, dazu dürfen insgesamt maximal 6 Zoll (etwa 15 cm) abgeschnitten werden.
- Weltrekord: 4,62 s, Adam Lethco (USA), 2022
- Europarekord: 4,75 s, Ferry Svan (Schweden), 2023
- Deutscher Rekord: 4,84 s, Danny Martin, 2022
- Schweizer Rekord: 5,68 s, Christophe Geissler, 2022
- Österreichischer Rekord: 6,53 s, Bernhard Panzenböck

Mannschaft: Seit 2010 gibt es den Mannschaftswettbewerb an den Weltmeisterschaften. In der Reihenfolge Stihl Stock Saw, Underhand Chop, Single Buck und Standing Block Chop treten 4 Personen, als Staffellauf, nacheinander an. Dieser Team-Wettkampf findet im K.-o.-System statt. Die besten 16 Nationen bestreiten den Endkampf. 
- Weltrekord: 43:15 s, Australien, 2024[4]
- Europarekord: 49,25 s, Polen, 2024[5]
- Deutscher Rekord: 56,59 s, 2018[6]
- Schweizer Rekord: 59,48 s, 2023[7]
- Österreichischer Rekord: 1:02,69 s, 2024[8]

Trophy Format:
Beim Trophy-Format müssen alle Teilnehmer während eines Heats vier Disziplinen direkt hintereinander absolvieren. Während dieses Format besonders spektakulär und deshalb sehr beliebt bei den Zuschauern ist, bedeutet es für die Athleten die ultimative Herausforderung. Ab der ersten Ausscheidungsrunde gibt es direkte K.o.-Duelle, bei denen nur der Schnellste in die nächste Runde einzieht, bis die zwei Besten im Finale aufeinandertreffen. 
- Weltrekord: 52,53 s, Jack Jordan (USA), 2024
- Europarekord: 55,38 s, Michał Dubicki (Polen), 2023
- Deutscher Rekord: 1:07,31 s, Robert Ebner, 2018
- Schweizer Rekord: 1:11,21 s, Oliver Reinhard, 2024
- Österreichischer Rekord: 1:08,30 s, Armin Kugler, 2019

## Weltmeisterschaft

### Weltmeister Einzel
| Jahr | Datum                               | Gastgeber                           | Finalstände                         | Finalstände                         | Finalstände                         | Finalstände |
| Jahr | Datum                               | Gastgeber                           | Weltmeister                         | 2. Platz                            | 3. Platz                            |             |
| ---- | ----------------------------------- | ----------------------------------- | ----------------------------------- | ----------------------------------- | ----------------------------------- | ----------- |
| 2005 | 25. September                       | Virginia Beach (USA)                | Matt Bush                           | Dale Ryan                           | Jean-Pierre Mercier                 |             |
| 2006 | 16. September                       | Oberstdorf (Deutschland)            | Jason Wynyard                       | David Jewett                        | Martin Komárek                      |             |
| 2007 | 30. November                        | Oberstdorf (Deutschland)            | David Bolstad                       | Jason Wynyard                       | Hermann Schönbächler                |             |
| 2008 | 24. September                       | Kilkenny (Irland)                   | David Bolstad                       | Martin Komárek                      | Carson Bosworth                     |             |
| 2009 | 13. September                       | Brienz (Schweiz)                    | Jason Wynyard                       | Brad De Losa                        | Robert Ebner                        |             |
| 2010 | 4. September                        | St. Johann (Österreich)             | Jason Wynyard                       | Robert Ebner                        | Martin Komárek                      |             |
| 2011 | 4. September                        | Roermond (Niederlande)              | Jason Wynyard                       | Christophe Geissler                 | Martin Komárek                      |             |
| 2012 | 7. September                        | Lillehammer (Norwegen)              | Jason Wynyard                       | Martin Komárek                      | Laurence O’Toole                    |             |
| 2013 | 27. Oktober                         | Stuttgart (Deutschland)             | Brad De Losa                        | Matt Cogar                          | Martin Komárek                      |             |
| 2014 | 15. November                        | Innsbruck (Österreich)              | Jason Wynyard                       | Martin Komárek                      | Brad De Losa                        |             |
| 2015 | 14. November                        | Poznań (Polen)                      | Jason Wynyard                       | Christophe Geissler                 | Brayden Meyer                       |             |
| 2016 | 12. November                        | Stuttgart (Deutschland)             | Jason Wynyard                       | Matt Cogar                          | Martin Komárek                      |             |
| 2017 | 4. November                         | Lillehammer (Norwegen)              | Jason Wynyard                       | Laurence O’Toole                    | Mitch Hewitt                        |             |
| 2018 | 20. Oktober                         | Liverpool (England)                 | Laurence O’Toole                    | Matt Cogar                          | Martin Komárek                      |             |
| 2019 | 2. November                         | Prag (Tschechien)                   | Brayden Meyer                       | Cassidy Scheer                      | Shane Jordan                        |             |
| 2020 | Wegen COVID-19-Pandemie ausgefallen | Wegen COVID-19-Pandemie ausgefallen | Wegen COVID-19-Pandemie ausgefallen | Wegen COVID-19-Pandemie ausgefallen | Wegen COVID-19-Pandemie ausgefallen |             |
| 2021 | 2. Oktober                          | München (Deutschland)               | Jason Lentz                         | Marcel Dupuis                       | Martin Komárek                      |             |
| 2022 | 29. Oktober                         | Göteborg (Schweden)                 | Brad De Losa                        | Matt Cogar                          | Marcel Dupuis                       |             |
| 2023 | 4. November                         | Stuttgart (Deutschland)             | Jamie Head                          | Emil Hansson                        | Danny Martin                        |             |
| 2024 | 9. November                         | Toulouse (Frankreich)               | Nathaniel Hodges                    | Jack Jordan                         | Ben Cumberland                      |             |

| # | Land               | Gold | Silber | Bronze |
| - | ------------------ | ---- | ------ | ------ |
| 1 | Neuseeland         | 11   | 2      | 1      |
| 2 | Australien         | 5    | 3      | 2      |
| 3 | Vereinigte Staaten | 3    | 6      | 2      |
| 4 | Tschechien         | 0    | 3      | 7      |
| 5 | Schweiz            | 0    | 2      | 1      |
| 6 | Kanada             | 0    | 1      | 4      |
| 7 | Deutschland        | 0    | 1      | 2      |
| 8 | Schweden           | 0    | 1      | 0      |

### Weltmeister Mannschaft

Werner Brohammer (2009)

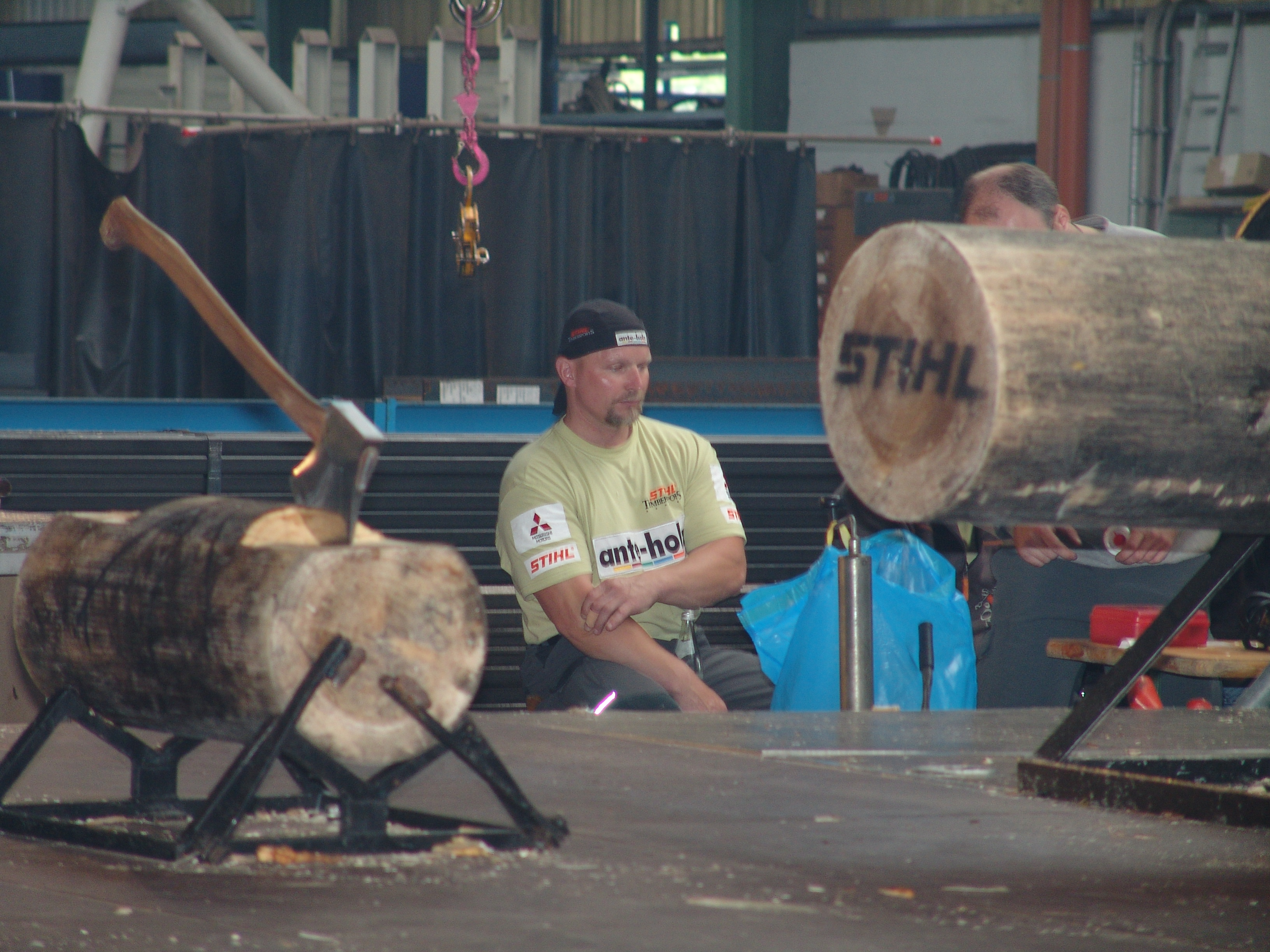
Europameister Dirk Braun im Mai 2009

| Jahr | Datum                               | Gastgeber                           | Finalstände                         | Finalstände                         | Finalstände                         | Finalstände |
| Jahr | Datum                               | Gastgeber                           | Weltmeister                         | 2. Platz                            | 3. Platz                            |             |
| ---- | ----------------------------------- | ----------------------------------- | ----------------------------------- | ----------------------------------- | ----------------------------------- | ----------- |
| 2010 | 5. September                        | St. Johann (Österreich)             | Neuseeland                          | Vereinigte Staaten                  | Schweiz                             |             |
| 2011 | 4. September                        | Roermond (Niederlande)              | Australien                          | Neuseeland                          | Vereinigte Staaten                  |             |
| 2012 | 7. September                        | Lillehammer (Norwegen)              | Neuseeland                          | Vereinigte Staaten                  | Australien                          |             |
| 2013 | 25. Oktober                         | Stuttgart (Deutschland)             | Neuseeland                          | Vereinigte Staaten                  | Australien                          |             |
| 2014 | 14. November                        | Innsbruck (Österreich)              | Australien                          | Kanada                              | Vereinigte Staaten                  |             |
| 2015 | 13. November                        | Poznań (Polen)                      | Australien                          | Neuseeland                          | Vereinigte Staaten                  |             |
| 2016 | 11. November                        | Stuttgart (Deutschland)             | Australien                          | Kanada                              | Vereinigte Staaten                  |             |
| 2017 | 3. November                         | Lillehammer (Norwegen)              | Neuseeland                          | Polen                               | Australien                          |             |
| 2018 | 19. Oktober                         | Liverpool (England)                 | Australien                          | Vereinigte Staaten                  | Kanada                              |             |
| 2019 | 1. November                         | Prag (Tschechien)                   | Australien                          | Neuseeland                          | Vereinigte Staaten                  |             |
| 2020 | Wegen COVID-19-Pandemie ausgefallen | Wegen COVID-19-Pandemie ausgefallen | Wegen COVID-19-Pandemie ausgefallen | Wegen COVID-19-Pandemie ausgefallen | Wegen COVID-19-Pandemie ausgefallen |             |
| 2021 | Wegen COVID-19-Pandemie ausgefallen | Wegen COVID-19-Pandemie ausgefallen | Wegen COVID-19-Pandemie ausgefallen | Wegen COVID-19-Pandemie ausgefallen | Wegen COVID-19-Pandemie ausgefallen |             |
| 2022 | 28. Oktober                         | Göteborg (Schweden)                 | Australien                          | Vereinigte Staaten                  | Neuseeland                          |             |
| 2023 | 3. November                         | Stuttgart (Deutschland)             | Australien                          | Vereinigte Staaten                  | Kanada                              |             |
| 2024 | 8. November                         | Toulouse (Frankreich)               | Australien                          | Vereinigte Staaten                  | Kanada                              |             |

| # | Land               | Gold | Silber | Bronze |
| - | ------------------ | ---- | ------ | ------ |
| 1 | Australien         | 9    | 0      | 3      |
| 2 | Neuseeland         | 4    | 3      | 1      |
| 3 | Vereinigte Staaten | 0    | 7      | 5      |
| 4 | Kanada             | 0    | 2      | 3      |
| 5 | Polen              | 0    | 1      | 0      |
| 6 | Schweiz            | 0    | 0      | 1      |

### Rookie Weltmeisterschaft
- 2014:  Nathan Cumberland
- 2015:  Ben Cumberland
- 2016:  Ben Cumberland
- 2017:  Ferry Svan
- 2018:  Daniel Gurr
- 2019:  Chris Lord
- 2020: Ausgefallen wegen Covid-19
- 2021: Ausgefallen wegen Covid-19
- 2022:  Jack Argent
- 2023:  Szymon Groenwald
- 2024:  Matt Coffey

## Europameisterschaft

### Europameister Einzel
- 2002:  Thomas Gerber
- 2003:  Martin Komàrek
- 2004:  Martin Komàrek
- 2005:  Martin Komàrek
- 2006:  Martin Komàrek
- 2007:  Dirk Braun
- 2008:  Dirk Braun
- seit 2009: keine Austragungen mehr

### Europameister Mannschaft
- 2004:  Großbritannien
- 2005:  Frankreich
- 2006:  Schweiz
- 2007:  Schweiz
- 2008:  Tschechien
- seit 2009: keine Austragungen mehr

## Nationale Meisterschaften

### Deutscher Meister
- 2001: Werner Brohammer
- 2002: Werner Brohammer
- 2003: Werner Brohammer
- 2004: Werner Brohammer
- 2005: Dirk Braun
- 2006: Dirk Braun
- 2007: Dirk Braun
- 2008: Robert Ebner
- 2009: Robert Ebner
- 2010: Robert Ebner
- 2011: Dirk Braun
- 2012: Robert Ebner
- 2013: Dirk Braun
- 2014: Dirk Braun
- 2015: Dirk Braun
- 2016: Dirk Braun
- 2017: Robert Ebner
- 2018: Robert Ebner
- 2019: Danny Martin
- 2020: Danny Martin
- 2021: Robert Ebner
- 2022: Danny Martin
- 2023: Danny Martin[9]
- 2024: Danny Martin[10]

### Deutscher Meister Damen
- 2016: Svenja Bauer
- 2017: Svenja Bauer
- 2018: Svenja Bauer
- 2019: Nina Pokoyski[11]
- 2020: Keine Austragung wegen Corona
- 2021: Nina Pokoyski
- 2022: Nina Pokoyski
- 2023: Alrun Uebing[12]

### Schweizer Meister
- 2003: Thomas Gerber
- 2004: Martin Zaugg
- 2005: Hermann Schönbächler
- 2006: Hermann Schönbächler
- 2007: Hermann Schönbächler
- 2008: Hermann Schönbächler
- 2009: Christophe Geissler
- 2010: Hermann Schönbächler
- 2011: Christophe Geissler
- 2012: Christophe Geissler
- 2013: Toni Flückiger
- 2014: Christophe Geissler
- 2015: Christophe Geissler
- 2016: Christophe Geissler
- 2017: Christophe Geissler
- 2018: Christophe Geissler
- 2019: Christophe Geissler
- 2020: Christophe Geissler
- 2021: Severin Bühler[13]
- 2022: Christophe Geissler[14]
- 2023: Cyril Pabst[15]
- 2024: Christophe Geissler

### Österreichischer Meister
- 2008: Kurt Graf
- 2009: Kurt Graf
- 2010: Josef Laier
- 2012: Josef Laier
- 2013: Armin Kugler
- 2014: Armin Kugler
- 2015: Armin Kugler
- 2016: Armin Kugler
- 2017: Armin Kugler
- 2018: Armin Kugler
- 2019: Josef Laier[16]
- 2020: keine Austragung wegen Corona
- 2021: Armin Kugler
- 2022: Armin Kugler[17]
- 2023: Armin Kugler[18]
- 2024: Armin Kugler

## Trophy Format

### World Trophy
| Jahr | Datum                               | Gastgeber                           | Finalstände                         | Finalstände                         | Finalstände                         | Finalstände |
| Jahr | Datum                               | Gastgeber                           | World Trophy Sieger                 | 2. Platz                            | 3. Platz                            |             |
| ---- | ----------------------------------- | ----------------------------------- | ----------------------------------- | ----------------------------------- | ----------------------------------- | ----------- |
| 2014 | 17. Mai                             | Budapest (Ungarn)                   | Brad De Losa                        | Jason Wynyard                       | Mitch Hewitt                        |             |
| 2015 | 26. Mai                             | Florenz (Italien)                   | Brad De Losa                        | Arden Jr. Cogar                     | Jason Wynyard                       |             |
| 2016 | 26. Mai                             | St. Johann (Österreich)             | Brayden Meyer                       | Jason Wynyard                       | Marcel Dupuis                       |             |
| 2017 | 21. Mai                             | Hamburg (Deutschland)               | Brad De Losa                        | Sterling Hart                       | Martin Komarek                      |             |
| 2018 | 26. Mai                             | Marseille (Frankreich)              | Sterling Hart                       | Jason Wynyard                       | Mitchell Argent                     |             |
| 2019 | 25. Mai                             | Kungsbacka (Schweden)               | Matt Cogar                          | Laurence O'Tolle                    | Sterling Hart                       |             |
| 2020 | Wegen COVID-19-Pandemie ausgefallen | Wegen COVID-19-Pandemie ausgefallen | Wegen COVID-19-Pandemie ausgefallen | Wegen COVID-19-Pandemie ausgefallen | Wegen COVID-19-Pandemie ausgefallen |             |
| 2021 | Wegen COVID-19-Pandemie ausgefallen | Wegen COVID-19-Pandemie ausgefallen | Wegen COVID-19-Pandemie ausgefallen | Wegen COVID-19-Pandemie ausgefallen | Wegen COVID-19-Pandemie ausgefallen |             |
| 2022 | 28. Mai                             | Wien (Österreich)                   | Jack Jordan                         | Jason Lentz                         | Brad De Losa                        |             |
| 2023 | 10. Juni                            | Rotterdam (Niederlande)             | Jack Jordan                         | Michał Dubicki                      | Jason Lentz                         |             |
| 2024 | 25. Mai                             | Mailand (Italien)                   | Jack Jordan                         | Matyáš Klíma                        | Matt Cogar                          |             |

| # | Land               | Gold | Silber | Bronze |
| - | ------------------ | ---- | ------ | ------ |
| 1 | Australien         | 4    | 1      | 2      |
| 2 | Neuseeland         | 3    | 3      | 1      |
| 3 | Vereinigte Staaten | 1    | 2      | 2      |
| 4 | Kanada             | 1    | 1      | 3      |
| 5 | Tschechien         | 0    | 1      | 1      |
| 6 | Polen              | 0    | 1      | 0      |

### European Trophy
| Jahr | Datum                               | Gastgeber                           | Finalstände                         | Finalstände                         | Finalstände                         | Finalstände |
| Jahr | Datum                               | Gastgeber                           | European Trophy Sieger              | 2. Platz                            | 3. Platz                            |             |
| ---- | ----------------------------------- | ----------------------------------- | ----------------------------------- | ----------------------------------- | ----------------------------------- | ----------- |
| 2017 | 15. Oktober                         | Sittard (Niederlande)               | Martin Komarek                      | Armin Kugler                        | Pierre Puybaret                     |             |
| 2018 | 7. Oktober                          | Kattowitz (Polen)                   | Martin Komarek                      | Armin Kugler                        | Martin Kalina                       |             |
| 2019 | 16. September                       | Oudenaarde (Belgien)                | Michał Dubicki                      | Armin Kugler                        | Calle Svadling                      |             |
| 2020 | Wegen COVID-19-Pandemie ausgefallen | Wegen COVID-19-Pandemie ausgefallen | Wegen COVID-19-Pandemie ausgefallen | Wegen COVID-19-Pandemie ausgefallen | Wegen COVID-19-Pandemie ausgefallen |             |
| 2021 | 31. Juli                            | München (Deutschland)               | Michał Dubicki                      | Pierre Puybaret                     | Koen Martens                        |             |
| 2022 | 28. Mai                             | Schirrhein (Frankreich)             | Emil Hansen                         | Koen Martens                        | Michał Dubicki                      |             |
| 2023 | 31. Juli                            | Poznań (Polen)                      | Redmer Knol                         | Ferry Svan                          | Matyáš Klíma                        |             |
| 2024 | 29. September                       | Bellinzona (Schweiz)                | Michał Dubicki                      | Ferry Svan                          | Matyáš Klíma                        |             |

| # | Land        | Gold | Silber | Bronze |
| - | ----------- | ---- | ------ | ------ |
| 1 | Polen       | 3    | 0      | 1      |
| 2 | Tschechien  | 2    | 0      | 3      |
| 3 | Schweden    | 1    | 2      | 1      |
| 4 | Niederlande | 1    | 0      | 0      |
| 5 | Österreich  | 0    | 3      | 0      |
| 6 | Belgien     | 0    | 1      | 1      |
|   | Frankreich  | 0    | 1      | 1      |